# Euchromia epana
Euchromia epana là một loài bướm đêm thuộc phân họ Arctiinae, họ Erebidae.